# Eva Farfánová Barriosová
Eva Farfánová Barriosová, nata Eva Konvalinová (Chrudim, 19 aprile 1950), è un'archeologa, scrittrice e docente ceca.

## Biografia
Si è interessata all'archeologia sin dall'infanzia. Ha studiato preistoria ed etnografia presso la Facoltà di Lettere dell'Università Carolina. In seguito, dopo essersi sposata con un peruviano, ha proseguito gli studi di archeologia nell'Utah, negli Stati Uniti d'America, presso la Brigham Young University. Quindi si è trasferita a Lima, la capitale del Perù, nel 1973. Qui ha continuato i suoi studi di archeologia ed etnologia peruviana all'Universidad Nacional Mayor de San Marcos.
Nei primi anni ha lavorato come archeologa principalmente sulla costa centrale del Perù e per brevi periodi a Cuzco e Machu Picchu. La sua attività archeologica ha contribuito all'esplorazione di antiche civiltà delle Ande centrali. La scoperta più importante: la tomba di un capo con una collana al collo e seduto sulla sabbia sotto il cielo blu dipinto nella parte superiore della tomba. Successivamente ha insegnato nelle università di Lima, prima all'Universidad Femenina del Sagrado Corazón (UNIFE) e poi all'Università Ricardo Palma. Durante i suoi 28 anni in Perù, ha viaggiato per quasi tutto il Centro e il Sud America.
Nel 2001 è tornata definitivamente nella Repubblica Ceca, dove lavora come docente di lingua spagnola presso l'Istituto di istruzione superiore di Praga. È autrice di numerosi libri sul Perù e sulla storia peruviana, numerosi anche gli articoli accademici.

## Opere
- Immagini peruviane, Praga, Book Club, 2005
- I segreti sepolti dell'antico Perù: la storia dei costruttori delle piramidi di argilla, Praga, Mladà fronta, 2009
- Vita sessuale nel vecchio Perù, Praga, Grada, 2011
- Figli del dio-sole, l'ascesa e la caduta dell'Impero Incas, Praga, Vysehard, 2019